# Visão (Marvel Comics)
Visão ("The Vision" em inglês) é um super-herói fictício dos quadrinhos americanos publicados pela Marvel Comics. Ele é um sintezóide membro dos Vingadores, que apareceu pela primeira vez em The Avengers #57 (outubro de 1968). O personagem é interpretado por Paul Bettany no Universo Cinematográfico Marvel. Esteve nos filmes Avengers: Age of Ultron (2015), Captain America: Civil War (2016), Avengers: Infinity War (2018) e na série WandaVision (2021). O Visão é baseado no personagem de mesmo nome da Timely Comics (primeiro nome da Marvel).

## Histórico
O primeiro Visão foi criado pela dupla Joe Simon e Jack Kirby e estreou em Marvel Mystery Comics #13 (novembro de 1940). Oficial de polícia místico extradimensional, Visão foi publicado pela antecessora da Marvel, a Timely Comics, entre as décadas de 1930 e 1940, um período que os fãs e pesquisadores chamam de Era de Ouro das Histórias em Quadrinhos Americanos.
Décadas mais tarde, o editor Stan Lee e o escritor Roy Thomas decidiram adicionar um novo membro à série de super-heróis Vingadores. Thomas queria trazer de volta o personagem da Era de Ouro, mas Lee estava determinado a introduzir um membro androide à equipe. Thomas acabou por se comprometer ao uso de um novo personagem androide. O segundo Visão apareceu pela primeira vez em The Avengers #57 (outubro de 1968). Thomas queria que a personagem fosse branca como condizente com seu nome fantasmagórico, mas as limitações de impressão da época o tornariam incolor, sem tinta, na parte do papel onde deveria ser sua pele. Ele escolheu o vermelho, pois não queria que a personagem fosse verde como o Hulk, ou azul como os Atlantes. O sintezóide foi comparado com Spock, de Star Trek, mas Thomas disse que ele mal conhecia a série de TV na época. Thomas reconheceu ter sido influenciado pelo personagem Adam Link, criado por Otto Binder, um dos primeiros robôs tratados como um personagem simpático e não como uma ferramenta mecânica.
Em The Avengers #75 (abril de 1970), a Feiticeira Escarlate é reintroduzida na equipe e logo se torna o interesse amoroso de Visão. Thomas também surgiu com a ideia do herói ter sido criado a partir do corpo do Tocha Humana, mas só plantou uma vaga pista sobre isso em The Avengers #93, antes de sair da série. Foi finalmente seguido em The Avengers # 134–135. O roteirista Steve Englehart explicou: "Essa trama era bem conhecida internamente há anos e, como Roy [Thomas] e Neal [Adams] não tiveram a chance de fazê-lo, eu fiz isso em minha fase na série com a bênção de Roy."
Em 1972, Visão apareceu com o Homem-Aranha na história "A Passion of the Mind", publicada em Marvel Team-Up #5, na qual um robô gigante da Guerra Kree-Skrull está interferindo nas ondas cerebrais do Visão.
Visão e Feiticeira Escarlate casaram-se em Giant-Size Avengers #4 (junho de 1975). O casal estrelou a minissérie  The Vision and the Scarlet Witch #1–4 (novembro de 1982 - fevereiro de 1983), pelas mãos do  escritor Bill Mantlo e do desenhista Rick Leonardi. Essa obra foi seguida por um segundo volume de doze edições (outubro de 1985 - setembro de 1986), escrito por Steve Englehart e ilustrado por Richard Howell, no qual a Feiticeira Escarlate dá à luz meninos gêmeos concebidos através de magia.
A história "Vision Quest" em West Coast Avengers 42-45 (março - junho de 1989), do escritor e desenhista John Byrne, tirou o personagem Visão de suas representações anteriores como um humano sintético e enfatizou sua natureza androide. O autor fez com que a memória do sintezóide e os padrões cerebrais humanos fossem eliminados, que seu relacionamento com a esposa fosse rompido e que fosse revelado que seus filhos eram essencialmente construções imaginárias. Ainda, incluiu uma publicação de duas páginas mostrando um Visão desmantelado.
Mais tarde, a jornalista Karen Walker comentou: "Esta imagem provavelmente fez mais para moldar como os futuros escritores (e leitores) percebem o personagem antes e depois. Uma vez vistos em partes componentes, é difícil realmente passar por essa imagem e pensar em Visão como um homem sintético, não uma máquina."
Visão apareceu também em uma minissérie de quatro edições, Vision (novembro de 1994 - fevereiro de 1995), pelo escritor Bob Harras e o desenhista Manny Clark. Quase uma década depois veio um segundo volume de quatro edições (outubro de 2002 - janeiro de 2003), escrito por Geoff Johns e desenhado por Ivan Reis.
A série Young Avengers, que teve 12 edições de abril de 2005 a agosto de 2006, apresentou um novo Visão, que é uma combinação dos arquivos do programa Visão sintezóide e as armaduras e engramas mentais do herói Rapaz de Ferro.
O herói apareceu novamente em uma série solo, Vision, publicada entre 2015 e 2016.
Já em 2021, a minissérie da Marvel WandaVision foi lançada, onde Visão vive um romance com a heroína Wanda.

## Biografia
O robô Ultron é o criador do Visão, um tipo de androide que ele chama de "synthezoid" para usar contra o próprio criador de Ultron, Dr. Hank Pym (Homem-Formiga / Gigante / Golias / Jaqueta Amarela) e a esposa de Pym, Janet van Dyne (a Vespa). Ultron envia seu novo servo para levar os Vingadores até uma armadilha. A Vespa é o primeiro a encontrar o synthezoid, e descreve-o como uma "visão" ao tentar escapar. Adotando o nome, Visão é convencido pelos Vingadores a se voltar contra Ultron. Depois de aprender como Ultron o criou e usando os padrões cerebrais do então falecido Simon Williams (Magnum), Visão se torna um membro da equipe.
Inicialmente, a equipe acredita que o corpo do Visão foi criado a partir do androide Tocha Humana. Logo em seguida, os Vingadores descobrem que o senhor do tempo Immortus usou o poder do Cristal da Eternidade para dividir o androide Tocha Humana em duas entidades — um corpo permaneceu como o Tocha Humana, enquanto Ultron reconstruiu o outro como Visão. Isso fazia parte de seu plano de criar um relacionamento para a Feiticeira Escarlate que a impediria de ter filhos, já que o nível de poder dela significava que qualquer filho que tivesse poderia ameaçar os seres cósmicos do Universo Marvel.
Não muito tempo após se juntar à equipe, Visão é temporariamente controlado por Ultron, e reconstrói um Ultron de adamantium, lutando contra os Vingadores antes de recuperar o controle de si mesmo. Pouco depois disso, Visão encontra Wanda Maximoff, a mutante Feiticeira Escarlate, com quem mais tarde ele se envolve romanticamente. Os dois eventualmente se casam e, através dos poderes mágicos da Feiticeira Escarlate, eles têm gêmeos chamados Thomas e William.
No arco de história "Vision Quest", agentes desonestos do governo dos Estados Unidos, manipulados pelo viajante do tempo Immortus, sequestram o Visão e o desmontam. Os Vingadores recuperam as partes, e o Dr. Pym reconstrói Visão, mas com uma pele branca como giz. No entanto, o revivido Simon Williams não permite que seus padrões cerebrais sejam usados novamente para fornecer uma matriz para as emoções de Visão, explicando que o processo original, feito sem o seu consentimento, havia "arrancado sua alma". Isso, juntamente com os danos à pele sintética de Visão quando este foi desmontado, resulta na ressurreição do synthezoid como um ser humano artificial incolor e sem emoção.
O androide Tocha Humana também retorna de seu aparente desaparecimento, lançando dúvidas sobre a identidade de Visão. Os filhos de Visão e da Feiticeira Escarlate são então revelados como fragmentos da alma do demônio Mefisto, que havia sido desmembrado por Franklin Richards pouco antes do nascimento dos gêmeos. Os gêmeos são absorvidos de volta para Mefisto, o que enlouquece temporariamente Wanda. Embora ela se recupere, Wanda e Visão se separam, cada um operando em uma equipe diferente de Vingadores.
Visão gradualmente recupera suas emoções, adotando novos padrões cerebrais do falecido cientista Alex Lipton, e ganha um novo corpo que se assemelha ao seu original. Além disso, os padrões cerebrais de Simon Williams gradualmente ressurgem e se fundem com os padrões de Lipton, restaurando totalmente sua capacidade de sentir emoções.

### Vingadores: A Queda
Sua ex-esposa enlouquece e causa a morte de alguns Vingadores, como o Valete de Copas, Gavião Arqueiro e Scott Lang, além da destruição da Mansão. A Mulher-Hulk fica em estado de fúria (ampliado pelos poderes da Feiticeira Escarlate), destrói o corpo de Visão e ataca os membros da própria equipe ferindo gravemente a Vespa.

### Visão morto
No período em que sua programação estava avariada, o viajante do tempo conhecido como Rapaz de Ferro veio para o presente e baixou o programa do Visão, integrando-o em sua armadura e usando para rastrear a nova geração de Vingadores. Transformou assim sua armadura em um novo Visão e a deixou nesse tempo enquanto retorna ao futuro. Esse novo Visão pertenceu aos Jovens Vingadores.
Com o ataque do deus Mikaboshi à Terra, a Morte abandona a região e Visão e outros Vingadores mortos ressurgem. Já os vivos, no entanto, estão inertes em estado vegetativo.

### Visão é consertado por Stark
Tony Stark estava tentando consertá-lo em segredo para não dar falsas esperanças, até que acerta uma configuração na qual Visão começa a se autorreparar, ficando intacto em uma semana. Logo após voltar à vida, Visão enfrenta a nova M.A.R.T.E.L.O. junto com os Vingadores.
Visão pede que Stark explique melhor os detalhes de sua morte. Com a explicação de Stark, Visão vai até a  Mulher-Hulk, que pede perdão a ele e também pede que ele perdoe Wanda. Então Visão se dirige a Utopia, onde questiona Magneto sobre o paradeiro de Wanda e quase o mata. Capitão América diz para esquecer o passado e olhar apenas para frente.
Wanda visita a Mansão dos Vingadores e é recebida friamente por Visão. Logo em seguida os Vingadores entram em conflito com os X-Men. Visão, junto com outros Vingadores, são encarregados (sem sucesso) de impedir a Força Fênix de chegar à Terra.
Depois, Visão, Feiticeira Escarlate e vários outros Vingadores lutam bravamente contra o Namor, que se tornou hospedeiro da Fênix. Na batalha, Visão mostrou que ainda se importa com Wanda, defendendo-a.

## Poderes e habilidades
- Intelecto Nível Gênio: ele tem uma vasta quantidade de informações (possivelmente digno de uma biblioteca) armazenados em seu cérebro computador as quais ele pode se referir a qualquer momento e também é capaz de analisar rapidamente grandes quantidades de dados;
- Polimorfia: apesar de ainda não terem sido apresentadas, o Humanoide tem a capacidade de se transformar em qualquer coisa desde que tenha tido contato visual;
- Corpos de nanites: permite o humanoide se reconstruir ou se regenerar a partir de um único átomo de nanites presente em nano robôs que compõem seu corpo;
- Super-Força: por ser um robô, Visão é muito mais forte que um humano normal, podendo levantar em média 100 toneladas/1 milhão de kg;
- Fisiologia Sobre-Humana: Visão, sendo um robô, possui velocidade, agilidade, reflexos e resistência superiores à de um ser humano;
- Vigor Super Humano: Visão nunca se cansa, podendo lutar sem parar por tempo indeterminado;
- Tecnopatia: Visão é capaz de controlar e se comunicar com máquinas de todos os tipos;
- Manipulação Holográfica: Visão pode criar hologramas, mudar de aparência ou ficar invisível;
- Sentidos Aguçados: Visão apresenta sentidos muito mais aguçados do que uma pessoa comum;
- Scanners Ópticos: Visão possui câmeras especiais em seus olhos que lhe permite analisar a matéria e localizar um ponto fraco em seu oponente;
- Manipulação de Densidade: Visão é capaz de controlar a densidade do seu próprio corpo. Ao desviar uma porção não crítica de moléculas de seu corpo para longe dele, ele pode se tornar intangível, ficar sem peso e invisível, incapaz de ser tocado por matéria sólida ou pode se tornar tão denso quanto Adamantium (quase indestrutível);
- Voo: quando em massa mínima, o Visão pode voar pelo ar sem peso. Não se sabe como ele faz isso. Talvez seja capaz de manobrar e ganhar velocidade por sugar o poder do campo magnético da Terra em certo grau. No entanto, quando está voando, ele é capaz de passar através de matéria sólida e atingir altas velocidades; Magnum (Simon Williams) levou algum tempo para o pegar. Ele pode carregar passageiros enquanto permanece sólido no exterior, mas não voa tão rápido quanto normalmente faz. Não há explicitamente um limite para o tempo que ele pode permanecer em qualquer estado de densidade alterada;
- Manipulação Tecnológica: essa habilidade o permite invadir e ter acesso ao controle de qualquer rede ou sistema;
- Rajadas de Energia Solar: o Androide pode canalizar quantidades limitadas de energia solar através da joia em sua testa, criando um feixe estreito quente de radiação infravermelha e de micro-ondas. O feixe pode ser controlado dentro de uma faixa de temperaturas de 860 até 16.648 graus Celsius. Em temperaturas máximas, Visão pode derreter uma placa de 1 polegada de aço em 3 segundos. O Visão originalmente foi escrito para não ser capaz de controlar a largura do feixe, mas outros escritores, mais tarde, decidiram ir contra isso. Ele pode sustentar um feixe de calor com intensidade máxima por cerca de 5 minutos antes de começar a utilizar o seu suprimento de energia destinado a outras funções corporais. Visão geralmente usa seus olhos para esta finalidade também;
- Telepatia: com a joia da mente, Visão pode ler e controlar mentes e absorver conhecimento das pessoas.

## Em outras mídias

### Desenhos animados
- Visão é um dos vários Vingadores que fazem pequenas aparições no série do Quarteto Fantástico (1994)
- É um dos personagens principais de The Avengers: United They Stand, onde é dublado por Ron Rubin[18]
- Visão aparece em The Avengers: Earth's Mightiest Heroes, dublado por Peter Jessop[18]
- Também aparece no especial de televisão Lego Marvel Super Heroes: Avengers Reassembled, dublado por JP Karliak[18]
- Visão surge na segunda temporada de Vingadores Unidos, dublado por David Kaye, no qual é um dos novos recrutas dos Poderosos Vingadores[18]
- Visão aparece no filme animado Next Avengers: Heroes of Tomorrow, na voz de Shawn MacDonald[18]

### Universo Cinematográfico Marvel
Paul Bettany interpreta Visão no Universo Cinematográfico Marvel.
- Visão estreou no filme Vingadores: A Era de Ultron (2015). Neste filme, Visão é criado depois que Tony Stark e Bruce Banner carregam a inteligência artificial J.A.R.V.I.S. em um corpo sintético, que foi criado por Ultron como um upgrade de corpo para si mesmo, movido pela Joia da Mente. Visão afirma que ele "está do lado da vida" e combaterá Ultron junto  dos Vingadores. Durante a batalha de Sokovia, Visão inclusive é o responsável por destruir o último corpo de Ultron. Ao final do filme, ele é um dos novos Vingadores.[19]
- Em Capitão América: Guerra Civil (2016), Visão adere aos Acordos de Sokovia que visam o registro de pessoas aperfeiçoadas, julgando que, como o número de eventos sobrenaturais ou altamente perigosos aumentou desde que Tony Stark admitiu sua identidade secreta, a supervisão do governo ajudará a equipe. Stark ordena Visão a confinar Wanda Maximoff, com quem está desenvolvendo um relacionamento, no complexo dos Vingadores, mas ela acaba se libertando quando é recrutada pelo Gavião Arqueiro para ir ao resgate do Capitão América, telepaticamente empurrando Visão centenas de metros abaixo do complexo. Como esperado, Visão está ileso e escapa para participar de uma batalha em Hamburgo contra os aliados do Capitão. Durante a batalha, Visão acidentalmente atinge Máquina de Combate ao tentar atacar Falcão, com Rhodes se ferindo gravemente no processo.[19]
- Visão retorna em Vingadores: Guerra Infinita, onde é revelado que está vivendo em exílio ao lado de Wanda na Escócia. Quando Thanos começa a juntar as Joias do Infinito, dois de sua Ordem Negra atacam Visão para tirar a Joia da Mente de sua cabeça, com ele sendo salvo pela intervenção do Capitão América. Visão é levado a Wakanda, na esperança de que a ciência wakandana pudesse remover a Joia da Mente sem matá-lo, para que Wanda possa então destruir a Joia. Infelizmente, as forças de Thanos atacam Wakanda durante a operação, e quando seus exércitos chegam e mostram ser superiores até mesmo para os Vingadores e o exército de Wakanda, Visão convence Wanda a destruir a Joia da Mente ao custo de sua vida. No entanto, Thanos usa a Joia do Tempo para reverter a destruição da Joia da Mente, permitindo-lhe arrancar a Joia da Mente da cabeça da Visão, matando o androide no processo.[19]
- Na série do Disney+ WandaVision, Visão aparece em várias recriações de sitcoms como marido de Wanda, com esta chegando a ter os filhos gêmeos Tommy e Billy. Porém esse Visão é um construto artificial, gerado pela magia de Wanda na ilusão mágica que esta criou para processar seu luto pela perda de Visão — que inclusive piorou após esta descobrir que o corpo sem vida do sintezóide foi levado pela agência S.W.O.R.D. na tentativa de ser revivido. Quando o corpo, agora branco, é reativado usando a energia da ilusão, o revivido e desmemoriado Visão é enviado para atacar Wanda. O Visão mágico intervém, e durante o confronto, ambos tem uma discussão sobre se algum pode ser considerado o verdadeiro Visão — um é o corpo, mas sem a personalidade, enquanto o outro é apenas uma recriação de tal personalidade. O Visão mágico restaura as memórias do Visão revivido, que então voa para longe, enquanto o outro vai até Wanda dar seu último adeus antes de sua existência cessar, com Wanda dissipando a ilusão.[20]

### Videogames
- Visão aparece no jogo Marvel: Ultimate Alliance como um ajudante da equipe da S.H.I.E.L.D., sendo jogável apenas na versão de Game Boy Advance
- Visão é um dos personagens jogáveis da Marvel introduzidos em Disney Infinity[21]
- Visão é um personagem jogável em Captain America and The Avengers, arcade da Data East de 1991
- Visão é um personagem jogável em Marvel: Avengers Alliance
- Visão é um personagem jogável nos jogos Lego Marvel Avengers e Lego Marvel Super Heroes 2
- Visão é um personagem jogável no jogos de celular Marvel: Contest of Champions,[22] Marvel Puzzle Quest,[23] Marvel: Future Fight e Marvel Strike Force
- Visão é um dos personagens jogáveis em Marvel Ultimate Alliance 3: The Black Order